# شاگرد شیطان (فیلم ۱۹۵۹)
شاگرد شیطان (انگلیسی: The Devil's Disciple) فیلمی در ژانر کمدی به کارگردانی گای همیلتون است که در سال ۱۹۵۹ منتشر شد.

## بازیگران
- برت لنکستر
- کرک داگلاس
- لارنس الیویه
- ایوا لو گالین
- هری اندروز
- پرسی هربرت
- بازیل سیدنی
- مروین جانز